# Джойс, Элис
Элис Джойс (англ. Alice Joyce; 1 октября 1890 — 9 октября 1955) — американская актриса, которая была популярна в эпоху немого кино.

## Биография
После развода родителей она с братом осталась под опекой отца, и детство провела в городке Фоллс-Чёрч в Виргинии. Повзрослев, она переехала к матери в Нью-Йорк, где стала работать в качестве фотомодели.
В 1910 году она дебютировала в кино на студии «Kalem». После того, как студия вошла в Компанию кинопатентов, в 1913 году Джойс была отправлена на западное побережье, где продолжила кинокарьеру в Голливуде. Там актриса появилась почти в сотне фильмов, среди которых «Матери в танце» (1926), «Сорел и сын» (1927), «Петля» (1928) и «Шквал» (1929). С наступлением эры звукового кино её карьера пошла на спад и в 1930 году Джойс перестала сниматься. После этого она некоторое время участвовала в водевилях.
Элис Джойс трижды выходила замуж, и все браки завершились разводом. От первых двух мужей актриса родила двух дочерей.
Последние годы жизни Джойс страдала от сердечно-сосудистых заболеваний и много времени проводила в госпиталях. Актриса скончалась в октябре 1955 года, спустя восемь дней после своего 65 дня рождения.